# Cable serie

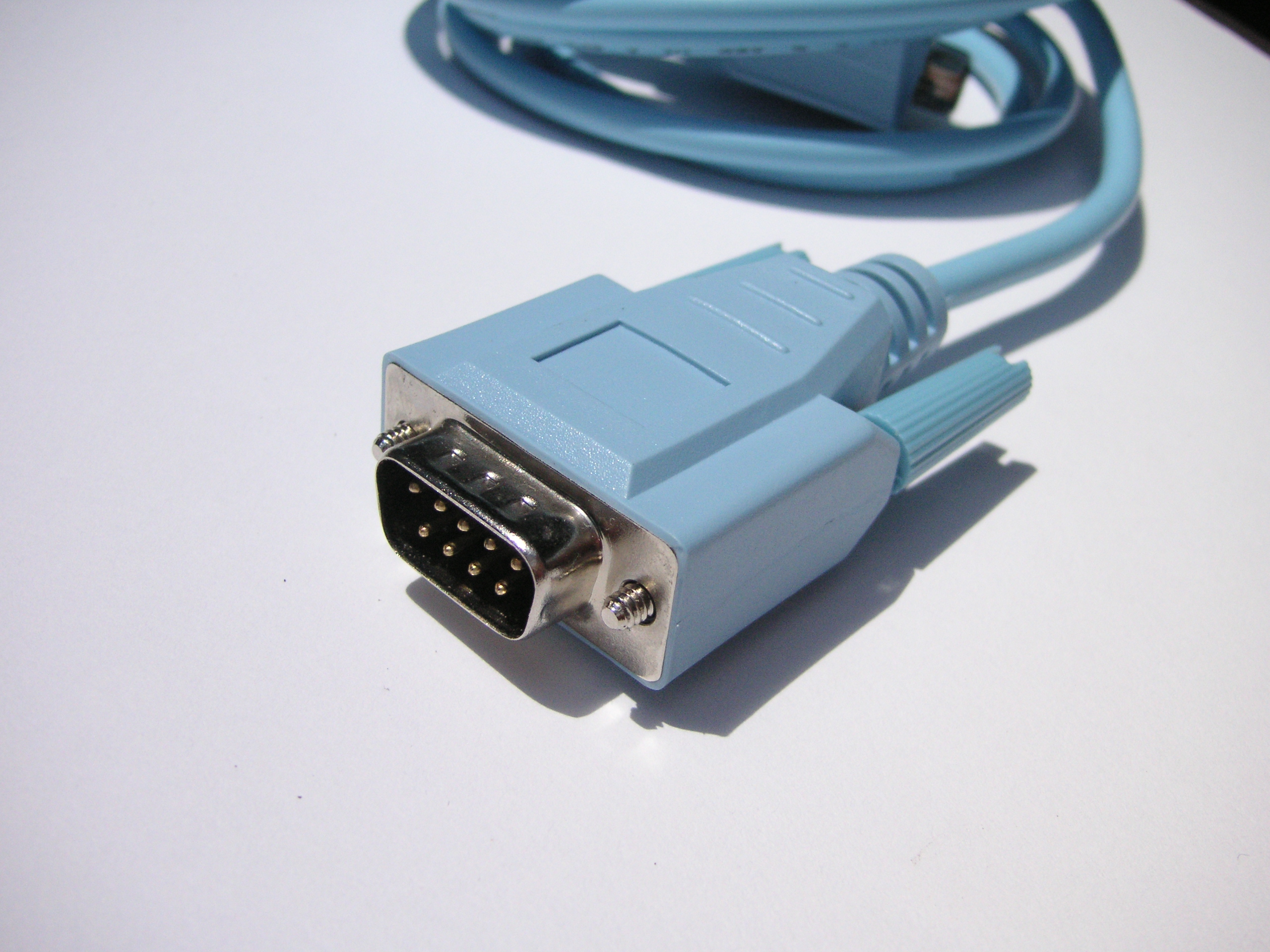
Cable serie utilizado normalmente para RS-232 comunicación

Un cable serie es un cable que se utiliza para transferir información entre dos dispositivos que utilizan un protocolo de comunicación serie. La forma de conectores depende del tipo de puerto serie usado en particular. Un cable de conexión para la conexión de dos  DTE conectados directamente se conoce como cable módem nulo.  Cada extremo del cable se puede conectar a un solo dispositivo. Es un cable que es barato de compra y fácil de instalar y conectar.

## Longitudes máximas del cable
El cable serie tiene una distancia de transmisión corta debido al ruido que limita la transmisión de un alto número de bits por segundo cuando el cable tiene más de 15 m de longitud. Para limitar el ruido, las líneas de transmisión y recepción deben estar referenciadas a tierra, por lo tanto, es adecuado para circuitos no balanceados.
La longitud máxima de trabajo de un cable serie varía en función de las características de los circuitos de transmisión y recepción, la velocidad en baudios en el cable, y la impedancia y capacitancia del mismo. La norma RS-232  indica que un puerto serie compatible debe proporcionar una señal con determinadas características para una carga capacitiva de 2500 pF. Pero esto no se corresponde con una longitud fija de cable ya que cables diferentes tienen características diferentes. 
Se han probado empíricamente las combinaciones de velocidad de bits del puertos serie, longitud y tipo de cable, que pueden proporcionar comunicaciones fiables, pero generalmente los puertos RS-232 compatibles están destinados a ser conectados usando cables de unas pocas decenas de metros como máximo. Otras normas de comunicaciones serie se adaptan mejor para llegar hasta cientos o miles de metros de longitud del cable.